# Deidamia (irmã de Pirro)
Deidamia (? — 300 a.C.) foi uma irmã de Pirro e esposa de Demétrio Poliórcetes.

## Família
Eácides I de Epiro e Fítia tiveram duas filhas, Deidamia e Troas, e um filho, Pirro. Eácides era filho de Arribas de Epiro e de Troas, que era irmã de Olímpia. Fítia era filha de Menon da Tessália.

## Alianças matrimoniais
Deidamia havia sido prometida em casamento a Alexandre IV, o filho de Roxana, mas os planos não deram certo; e quando ela teve idade, se casou com Demétrio Poliórcetes, filho de Antígono Monoftalmo.
O casamento ocorreu logo após Demétrio haver libertado o Peloponeso; eles se casaram em Argos, durante o festival de Hera.

## Batalha de Ipso
Por causa desta aliança, Pirro, muito jovem, tomou parte na Batalha de Ipso ao lado de Demétrio, permaneceu com Demétrio mesmo em sua derrota, e foi enviado ao Egito de Ptolemeu I Sóter como refém quando Demétrio e Ptolemeu fizeram a paz. Nesta batalha, em que morreu Antígono Monoftalmo, Deidamia havia sido deixada em Atenas, com navios e dinheiro, como segurança. Os atenienses, porém, não quiseram receber Demétrio após a batalha, e enviaram Deidamia a Mégara.

## Morte
Quando Demétrio se aliou com Seleuco I Nicátor, entregando Estratonice, sua filha com Fila, em casamento com Seleuco, e enviou Fila para seu irmão Cassandro, como embaixatriz, Deidamia veio da Grécia para ficar com Demétrio, mas logo depois morreu de doença.
Após a morte de Deidamia, Pirro e Demétrio entraram em conflito, disputando a Macedônia.

## Filho
Demétrio e Deidamia tiveram um filho, Alexandre, que viveu e morreu no Egito.